# Bunuri mobile din domeniul știință și tehnică clasate în patrimoniul cultural național al României aflate în județul Alba
Acestă listă conține bunurile mobile din domeniul știință și tehnică clasate în Patrimoniul cultural național al României aflate la momentul clasării în județul Alba.

## Tezaur
| Foto | Informații generale                        | Detalii tehnice | Descriere | Deținător                        | Legături |
| ---- | ------------------------------------------ | --------------- | --- | -------------------------------- | -------- |
|      | Locomotivă cu aburi Autor: Borsig - Berlin | Datare: 1912    | Această locomotivă este unicat și a fost livrată în România pentru manevră la magaziile centrale Obor din București. După anul 1948 a fost transferată Ministerului Economiei Forestiere și utilizată la manevra vagoanelor de ecartament normal, pe liniile industriale din depozitul de cherestea Covasna. Locomotiva este în stare de funcționare, cu toate piesele complete. Necesită doar o revizie a cazanului și o împrospătare a vopsirii inscripționării. | Colecții particulare, Alba Iulia | Cimec    |